# Parndorf
Parndorf (slovensky Pandorf, maďarsky Pándorfalu, chorvatsky Pandrof) je obec v rakouské spolkové zemi Burgenland v okrese Neusiedl am See. Obec leží na plošině na okraji Karnuntské brány, 7 km severně od Neziderského jezera. Střední nadmořská výška činí 182 metrů a žije zde přibližně 5 300 obyvatel.
Před připojením území Burgenlandu k Rakousku byl Parndorf součástí Mošonské župy. Je zde významný železniční uzel a poblíž také křižovatka dálnic A4 a A6.